# بروکوم
بروکوم (به آلمانی: Brockum) یک شهر در آلمان است که در دیفولتس واقع شده‌است. بروکوم ۱٬۰۸۷ نفر جمعیت دارد.